# Kvänsåsasjön
Kvänsåsasjön är en sjö i Eksjö kommun i Småland och ingår i Emåns huvudavrinningsområde. Sjön är 6,5 meter djup, har en yta på 0,151 kvadratkilometer och är belägen 209,2 meter över havet.

## Delavrinningsområde
Kvänsåsasjön ingår i det delavrinningsområde (639446-145354) som SMHI kallar för Utloppet av Hunsnäsen. Medelhöjden är 232 meter över havet och ytan är 25,84 kvadratkilometer. Räknas de 2 delavrinningsområdena uppströms in blir den ackumulerade arean 74 kvadratkilometer. Skiverstadån som avvattnar avrinningsområdet har biflödesordning 3, vilket innebär att vattnet flödar genom totalt 3 vattendrag innan det når havet efter 188 kilometer. Delavrinningsområdet består mestadels av skog (57 procent) och jordbruk (16 procent). Avrinningsområdet har 1,68 kvadratkilometer vattenytor vilket ger det en sjöprocent på 6,5 procent. Bebyggelsen i området täcker en yta av 1,31 kvadratkilometer eller 5 procent av avrinningsområdet.